# KNVB beker 1989-1990
La Coppa d'Olanda 1989-1990 fu la 72ª edizione del trofeo nazionale di calcio dei Paesi Bassi

## Primo Turno
Giocate il 2 e 3 settembre 1989
| Squadra 1        | Risultato       | Squadra 2        |
| ---------------- | --------------- | ---------------- |
| HSC '21          | 0 - 2           | Willem II        |
| IJsselmeervogels | 1 - 5           | Den Haag         |
| Kozakken Boys    | 1 - 4           | Heerenveen       |
| Limburgia        | 1 - 3 (dts)     | Helmond Sport    |
| Marken           | 0 - 3           | De Graafschap    |
| RCH              | 0 - 5           | Telstar          |
| VV Rheden        | 0 - 6           | Sparta Rotterdam |
| Rijnsburgse Boys | 1 - 4           | Wageningen       |
| Genemuiden       | 2 - 4           | VVV-Venlo        |
| Spakenburg       | 2 - 0           | Heracles Almelo  |
| TOP Oss          | 3 - 4           | Excelsior        |
| SV Venray        | 3 - 2 (dts)     | AZ Alkmaar       |
| VV WHC           | 1 - 4           | Veendam          |
| Achilles 1894    | 3 - 3 (4-3 dcr) | Cambuur          |
| ACV              | 0 - 4           | NAC Breda        |
| ADO '20          | 0 - 1           | Eindhoven        |
| AFC              | 2 - 2 (2-4 dcr) | Vitesse          |
| AGOVV            | 3 - 5           | PEC Zwolle       |
| SV Babberich     | 1 - 2           | MVV              |
| Blauw-Wit        | 1 - 2           | N.E.C.           |
| De Valleivogels  | 1 - 3           | Emmen            |
| DHC Delft        | 0 - 4           | RKC Waalwijk     |
| DOS Kampen       | 1 - 10          | Utrecht          |
| DOVO             | 1 - 1 (2-4 dcr) | Go Ahead Eagles  |
| RKSV Halsteren   | 3 - 1           | DS '79           |
| Heerjansdam      | 0 - 5           | SVV              |
| Hoogeveen        | 1 - 2           | RBC Roosendaal   |

### Turno Intermedio
Giocate il 4 ottobre 1989.
| Squadra 1        | Risultato   | Squadra 2     |
| ---------------- | ----------- | ------------- |
| Go Ahead Eagles  | 1 - 2       | Telstar       |
| MVV              | 1 - 2       | Wageningen    |
| RBC Roosendaal   | 0 - 4       | Den Haag      |
| Spakenburg       | 3 - 2       | De Graafschap |
| Sparta Rotterdam | 2 - 3 (dts) | Helmond Sport |

## Secondo Turno
Giocate l'8, 9, 10 and 13 dicembre 1989.
| Squadra 1       | Risultato       | Squadra 2     |
| --------------- | --------------- | ------------- |
| PEC Zwolle      | 0 - 1           | Willem II     |
| PSV             | 3 - 0           | Veendam       |
| SVV             | 5 - 1           | Telstar       |
| Wageningen      | 1 - 0           | Utrecht       |
| Achilles 1894   | 0 - 2           | Volendam      |
| Eindhoven       | 0 - 4           | Ajax          |
| Spakenburg      | 0 - 4           | Feyenoord     |
| SV Venray       | 1 - 4           | Roda JC       |
| Den Bosch       | 1 - 0 (dts)     | VVV-Venlo     |
| Emmen           | 2 - 2 (3-2 dcr) | RKC Waalwijk  |
| Den Haag        | 2 - 3           | Groningen     |
| Twente          | 2 - 1           | Helmond Sport |
| Fortuna Sittard | 1 - 1 (5-3 dcr) | Heerenveen    |
| Haarlem         | 0 - 3           | Vitesse       |
| RKSV Halsteren  | 2 - 1 (dts)     | NAC Breda     |
| N.E.C.          | 2 - 1           | Excelsior     |

## Ottavi
Giocate il 13 e 14 gennaio 1990.
| Squadra 1  | Risultato | Squadra 2       |
| ---------- | --------- | --------------- |
| Emmen      | 1 - 0     | N.E.C.          |
| Twente     | 0 - 2     | Ajax            |
| SVV        | 0 - 4     | Roda JC         |
| Vitesse    | 1 - 0     | Groningen       |
| Volendam   | 6 - 0     | RKSV Halsteren  |
| Wageningen | 0 - 1     | Fortuna Sittard |
| PSV        | 2 - 1     | Feyenoord       |
| Willem II  | 1 - 0     | Den Bosch       |

## Quarti
Giocati il 14 febbraio 1990.
| Squadra 1       | Risultato   | Squadra 2 |
| --------------- | ----------- | --------- |
| Fortuna Sittard | 0 - 1       | Ajax      |
| PSV             | 4 - 0       | Emmen     |
| Roda JC         | 1 - 1 (dts) | Vitesse   |
| Volendam        | 0 - 1       | Willem II |

## Semifinali
Giocate il 14 marzo 1990.
| Squadra 1 | Risultato       | Squadra 2 |
| --------- | --------------- | --------- |
| PSV       | 2 - 2 (4-2 dcr) | Ajax      |
| Vitesse   | 3 - 0           | Willem II |

## Finale
| Squadra 1 | Risultato | Squadra 2 |
| --------- | --------- | --------- |
| PSV       | 1 - 0     | Vitesse   |

| Arbitro: | Jaap Uilenberg |

|                   |           |  |
| Valckx 75’ (rig.) | Marcatori |  |